# Jacques Brugnon

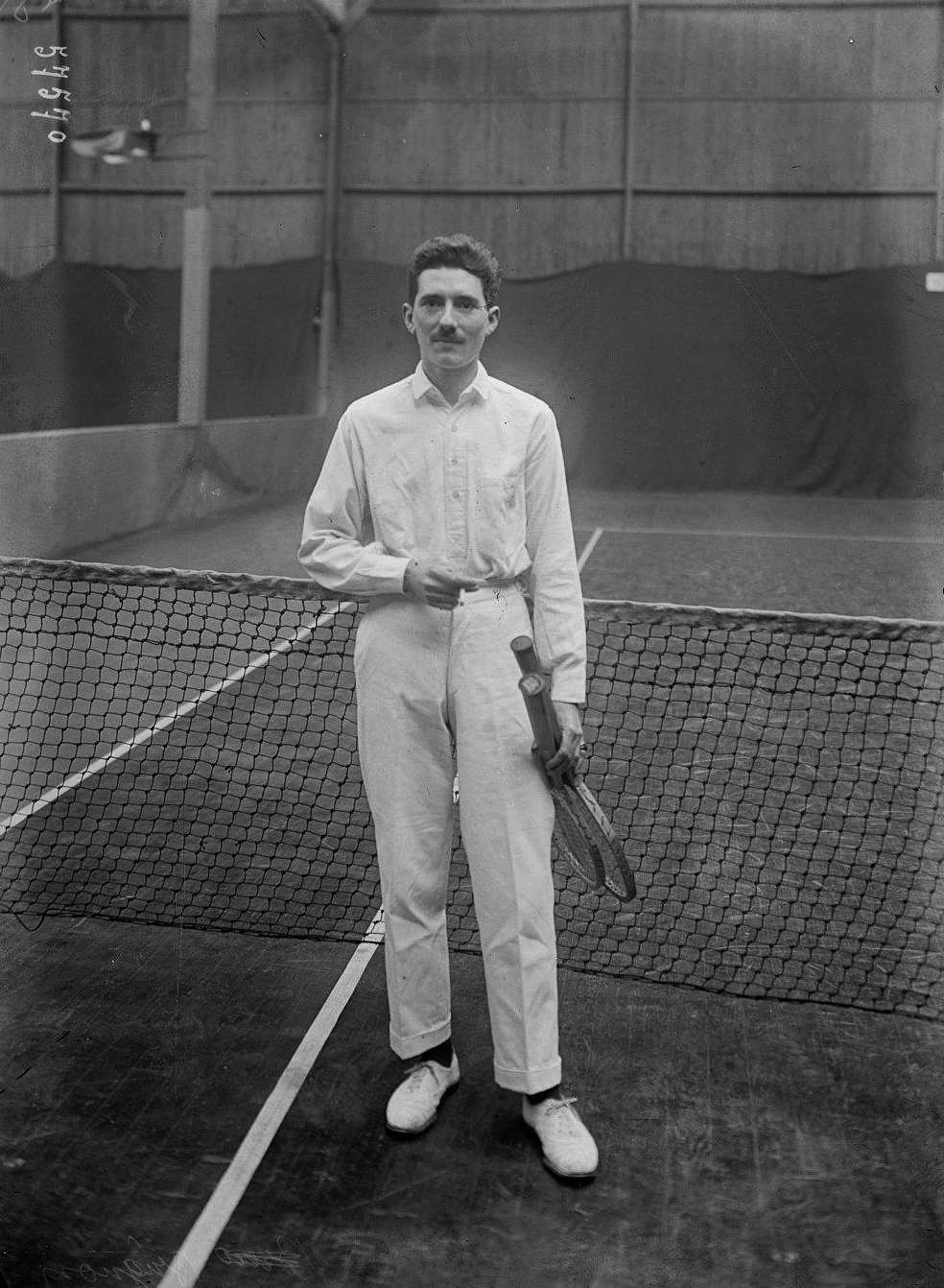
Jacques Brugnon in 1920

Jacques Brugnon (Parijs, 11 mei 1895 – Monaco, 20 maart 1978) was een tennisser uit Frankrijk. Zijn bijnaam was Toto.
Brugnon ontving in Frankrijk veel eerbetoon. Het hoofdstadion van het Stade Roland-Garros in Parijs, de Court Philippe Chatrier, heeft aparte benamingen voor de vier tribunes langs de vier zijden van het tenniscourt. Elke tribune draagt de naam van een tennisspeler. Jacques Brugnon, Jean Borotra (de springende Bask), Henri Cochet en René Lacoste (de krokodil) hebben in Frankrijk de status van legendarische tennisspelers, waren alle vier actief in de jaren twintig en dertig en worden gezamenlijk aangeduid als les Quatre Mousquetaires (de Vier Musketiers), De vier vormden samen de Franse ploeg, onder leiding van kapitein Pierre Gillou, die de Davis Cup-zege van 1927 voor Frankrijk behaalden, wat de directe reden was voor de bouw van het tenniscomplex, en jaar na jaar bleven ze de laureaten tot en met de Davis Cup 1932. Naast het individueel eerbetoon met de benaming van de tribune hebben de Vier Musketiers samen een herdenkingsmoment op het tennisterrein op de Place des Mousquetaires, de ruimte tussen Court Philippe Chatrier en baan 1. Tot slot is ook de beker voor de winnaar van het heren-enkelspel-toernooi vernoemd naar de vier, La Coupe des Mousquetaires.
In 1977 werd hij officier gekroond in de Ordre national de la Légion d'honneur.
Ook internationaal is er erkenning. In 1976 werd Jacques Brugnon, overigens samen met zijn drie bloedbroeders, opgenomen in de internationale Tennis Hall of Fame.

## Resultaten grandslamtoernooien
| Legenda | Legenda                          |
| ------- | -------------------------------- |
| g.t.    | geen toernooi gehouden           |
| l.c.    | lagere categorie                 |
| –       | niet deelgenomen                 |
| G       | uitgeschakeld in de groepsfase   |
| 1R      | uitgeschakeld in de eerste ronde |
| 2R      | uitgeschakeld in de tweede ronde |
| 3R      | uitgeschakeld in de derde ronde  |
| 4R      | uitgeschakeld in de vierde ronde |
| KF      | uitgeschakeld in de kwartfinale  |
| HF      | uitgeschakeld in de halve finale |
| F       | de finale verloren               |
| W       | het toernooi gewonnen            |
| w-v     | winst/verlies-balans             |

### Enkelspel
| toernooi        | 1920               | 1921               | 1922               | 1923               | 1924               | 1925 | 1926 | 1927 | 1928 | 1929 | 1930 | 1931 | 1932 | 1933 | 1934 | 1935 | 1936 | 1937 | 1938 | 1939 |    | 1948 |
| --------------- | ------------------ | ------------------ | ------------------ | ------------------ | ------------------ | ---- | ---- | ---- | ---- | ---- | ---- | ---- | ---- | ---- | ---- | ---- | ---- | ---- | ---- | ---- | -- | ---- |
| Australian Open | –                  | –                  | –                  | –                  | –                  | –    | –    | –    | 4R   | –    | –    | –    | –    | –    | –    | 3R   | –    | –    | –    | –    |    |      |
| Roland Garros   | Nationaal toernooi | Nationaal toernooi | Nationaal toernooi | Nationaal toernooi | Nationaal toernooi | 4R   | 3R   | KF   | KF   | KF   | 3R   | –    | 4R   | 3R   | 2R   | 1R   | 2R   | 3R   | 2R   | 3R   | 1R |      |
| Wimbledon       | 4R                 | –                  | 4R                 | 3R                 | 3R                 | 4R   | HF   | KF   | KF   | 3R   | 2R   | 3R   | 1R   | 2R   | 2R   | 2R   | 2R   | 2R   | 1R   | 4R   | –  |      |
| US Open         | –                  | –                  | –                  | 4R                 | 2R                 | 3R   | KF   | KF   | KF   | –    | –    | 2R   | –    | –    | –    | 1R   | 3R   | 2R   | 1R   | 1R   | –  |      |

### Mannendubbelspel
| toernooi        | 1920               | 1921               | 1922               | 1923               | 1924               | 1925 | 1926 | 1927 | 1928 | 1929 | 1930 | 1931 | 1932 | 1933 | 1934 | 1935 | 1936 | 1937 | 1938 | 1939 |
| --------------- | ------------------ | ------------------ | ------------------ | ------------------ | ------------------ | ---- | ---- | ---- | ---- | ---- | ---- | ---- | ---- | ---- | ---- | ---- | ---- | ---- | ---- | ---- |
| Australian Open | –                  | –                  | –                  | –                  | –                  | –    | –    | –    | –    | –    | –    | –    | –    | –    | –    | KF   | –    | –    | –    | –    |
| Roland Garros   | Nationaal toernooi | Nationaal toernooi | Nationaal toernooi | Nationaal toernooi | Nationaal toernooi | F    | F    | W    | W    | F    | W    | –    | W    | –    | W    | –    | –    | –    | –    | F    |
| Wimbledon       | 3R                 | –                  | KF                 | 3R                 | 2R                 | HF   | W    | F    | W    | KF   | HF   | F    | W    | W    | F    | 2R   | HF   | 2R   | 3R   | HF   |
| US Open         | –                  | –                  | –                  | –                  | –                  | –    | –    | –    | –    | –    | –    | –    | –    | –    | –    | –    | –    | –    | –    | –    |

### Gemengd dubbelspel
| toernooi        | 1920               | 1921               | 1922               | 1923               | 1924               | 1925 | 1926 | 1927 | 1928 | 1929 | 1930 | 1931 | 1932 | 1933 | 1934 | 1935 | 1936 | 1937 | 1938 | 1939 |
| --------------- | ------------------ | ------------------ | ------------------ | ------------------ | ------------------ | ---- | ---- | ---- | ---- | ---- | ---- | ---- | ---- | ---- | ---- | ---- | ---- | ---- | ---- | ---- |
| Australian Open | –                  | –                  | –                  | –                  | –                  | –    | –    | –    | –    | –    | –    | –    | –    | –    | –    | –    | –    | –    | –    | –    |
| Roland Garros   | Nationaal toernooi | Nationaal toernooi | Nationaal toernooi | Nationaal toernooi | Nationaal toernooi | W    | W    | –    | –    | –    | –    | –    | –    | –    | –    | –    | –    | –    | –    | –    |
| Wimbledon       | 1R                 | –                  | –                  | HF                 | –                  | –    | 1R   | 3R   | 1R   | 2R   | 4R   | –    | HF   | 1R   | KF   | –    | 4R   | 4R   | KF   | 1R   |
| US Open         | –                  | –                  | –                  | –                  | –                  | –    | –    | –    | –    | –    | –    | –    | –    | –    | –    | –    | –    | –    | –    | –    |